# Архиепархия Кордовы
Архиепархия Кордовы (лат. Archidioecesis Cordubensis in Argentina , Arcidiocesi di Córdoba) — архиепархия Римско-Католической церкви с центром в городе Кордова. В митрополию Кордовы входят епархии Вилья-де-ла-Консепсьон-дель-Рио-Куарто, Вилья-Марии. Крус-дель-Эхе, Сан-Франсиско и Территориальная прелатура Деан-Фунеса. Кафедральным собором архиепархии Кордовы является собор Вознесения Пресвятой Девы Марии.

## История
10 мая 1570 года Римский папа Пий V издал буллу «Super specula militantis Ecclesiae», которой учредил епархию Кордовы, выделив её из епархии Сантьяго-де-Чили. Епархия Кордовы входила в состав митрополии Лимы и центром епархии был город Сантьяго-дель-Эстеро.
20 июля 1609 года епархия Кордовы вошла в митрополию Ла-Плата-о-Чаркас. 28 ноября 1697 года кафедра епархии была перенесена в Кордову.
28 марта 1806 года и 15 декабря 1828 года часть территории епархия Кордовы была выделена для образования новых епархии Сальты (сегодня — Архиепархия Сальты) и апостольского викариата Сан-Хуан-де-Куйо (сегодня — Архиепархия Сан-Хуана-де-Куйо).
5 марта 1865 года епархия Кордовы вошла в состав митрополии Буэнос-Айреса.
20 апреля 1934 года часть территории епархия Кордовы была выделена для образования новых епархий Вилья-де-ла-Консепсьон-дель-Рио-Куарто и Ла-Риохи. В этот же день Римский папа Пий XI издал буллу «Nobilis Argentinae nationis», которой возвёл епархию Кордовы в ранг митрополии.
В следующие годы архиепархия Кордовы выделила часть своей территорий для образования новых административно-территориальных структур:
- 11 февраля 1957 года — для образования епархии Вилья-Марии
- 10 апреля 1961 года — для образования епархии Сан-Франсиско
- 12 августа 1963 года — для образования епархии Крус-дель-Эхе

## Статистика
На 2013 год в состав архиепархии входило 115 приходов. В архиепархии служило 342 священника (из них — 154 епархиальных и 188 монашествующих священника), 4 диакона, 328 монашествующих (из них — 328 монахов и 639 монахинь). В 2013 году было крещено 5476 человек.

## Список ординариев
- епископ Jerónimo Albornoz, O.F.M.[2] (27.08.1570 — 27.10.1574);
- епископ Francisco de Vitoria, O.P. (13 01.1578 — 1592);
- епископ Fernando Trexo y Sanabria, O.F.M. (28.03.1594 — 24.12.1614);
- епископ Julián de Cortázar (10.04.1617 — 7.04.1625), назначен архиепископом Санта-Фе-эн-Нуэва-Гранады;
- епископ Tomás de la Torre Gibaja, O.P. (11.12.1628 — 17.07.1630);
- епископ Melchor Maldonado y Saavedra, O.S.A. (20.09.1631 — 11.02.1662);
- епископ Francisco de Borja (8.02.1668 — 4.09.1679), назначен архиепископом Трухильо;
- епископ Nicolás de Ulloa y Hurtado de Mendoza, O.S.A. (27.11.1679 — 19.09.1686);
- епископ Juan Bravo Dávila y Cartagena (29.08.1678 — 4.12.1691);
- епископ Juan Manuel Mercadillo, O.P. (7.08.1694 — 17.07.1704);
- епископ Manuel González Virtus (19.08.1708 — 18.01.1710);
- епископ Alonso del Pozo y Silva (1.09.1713 — 22.11.1723), назначен архиепископом Сантьяго-де-Чили;
- епископ José Manuel de Sarricolea y Olea (19.09.1723 — 24.07.1730), назначен архиепископом Сантьяго-де-Чили;
- епископ José Antonio Gutiérrez y Ceballos (26.07.1730 — 11.11.1740), назначен архиепископом Лимы;
- епископ Pedro Miguel Argandoña Pastene Salazar (1745 — 25.01.1762), назначен архиепископом Ла-Плата-о-Чаркас;
- епископ Manuel de Abad e Illana, O.Praem. (15.09.1762 — 17.06.1771), назначен архиепископом Арекипы;
- епископ Juan Manuel Moscoso y Peralta (17.06.1771 — 28.09.1778), назначен архиепископом Куско;
- епископ José Campos Julián, O.C.D. (30.07.1778 — 20.09.1784), назначен архиепископом Ла-Рлата-о-Чаркас;
- епископ Ángel Mariano Moscoso Pérez y Oblitas (27.10.1787 — 22.10.1804);
- епископ Rodrigo Antonio de Orellana, O.Praem. (9.09.1805 — 21.12.1818), назначен епископом Авилы;
  - Sede vacante (1818—1836)
- епископ Benito Lascano y Castillo (11.07.1836 — 30.07.1836);
  - Sede vacante (1836—1858)
- епископ José Vicente Ramírez de Arellano (23.12.1858 — 31.08.1873);
- епископ Eduardo Manuel Álvarez (7.04.1876 — 24.08.1878);
- епископ Mamerto Esquiú Medina, O.F.M. (27.02.1880 — 10.01.1883);
- епископ Juan José Blas Tissera, O.F.M. (27.03.1884 — 20.09.1886);
- епископ Reginaldo Toro, O.P. (1.08.1888 — 22.08.1904);
- епископ Zenón Bustos y Ferreyra, O.F.M. (4.10.1904 — 13.04.1925);
- архиепископ Fermín Emilio Lafitte (7.07.1927 — 20.01.1958), назначен архиепископом Буэнос-Айреса;
- архиепископ Рамон Хосе Кастельяно (26.03.1958 — 19.01.1965);
- кардинал Рауль Франсиско Приматеста (16.02.1965 — 17.11.1998);
- архиепископ Carlos José Ñáñez (17.11.1998 — 6.11.2021, в отставке);
- кардинал Анхель Сиксто Росси, S.I. (6.11.2021 — по настоящее время).

## Источник
- Annuario Pontificio, Libreria Editrice Vaticana, Città del Vaticano, 2003, ISBN 88-209-7422-3